# Goretti Szent Mária
Goretti Szent Mária, olaszul: Santa Maria Goretti (Corinaldo 1890. október 16. – Nettuno 1902. július 6.) olasz vértanú, 1950. június 24-én avatta szentté XII. Piusz pápa, melynek során Mária édesanyja is jelen volt.

## Élete
Mária szülei Luigi Goretti és Assunta Carlini egyszerű földművelő parasztok voltak, és néhány holdnyi földön gazdálkodtak lányuk szülőhelyén. Később átköltöztek egy Nettuno melletti településre: ott egy megözvegyült Serenelli nevű férfival béreltek közösen földet, akinek egy szem fia a Máriánál mintegy nyolc esztendővel idősebb Alessandro volt. Mária hozzájuk járt főzni.
Barátnője és Alessandro elmondása szerint a lány sokat imádkozott, különösen az esős napokon, vagy amikor kevés volt a munka. Mindig engedelmes és szorgos volt. Eltért a legtöbb lánytól, akik eléggé könnyűvérűek voltak, nem kereste flörtölés végett a fiúk társaságát.
Serenelli iszákos és erőszakos ember hírében állt, s ebben sajnos fia sem maradt el tőle.
Mária apja meghalt maláriában, és így anyjára hárult hat gyermeke nevelése. Tovább bérelték a földet, mivel nem volt máshová menniük. A munkában Mária is állandóan segítette. Közben Serenellivel is elég sok konfliktusa támadt, s ez annál jobban bonyolította a helyzetet. Mária még tizenkét éves sem volt, amikor Alessandro szemet vetett rá. Mária ellenben a fiú kívánságát bűnnek tartotta. Mivel Alessandro nem tudta elcsábítani, egyre erőszakosabb lett az idő múlásával. Kétszer komolyabban erőszakoskodott a lánnyal, de ő mindkétszer elmenekült tőle. Alessandro meg is fenyegette Máriát, nehogy megpróbálja elárulni, mert különben megöli.
A kislány édesanyjától kérte, hogy ne hagyja soha magára, de nem tudta konkrétan megmagyarázni miért, és amúgy sem akart az anyja helyzetén nehezíteni. Édesanyja meg is szidta, de ő azt mondta, hogy öljék meg, semhogy hazugságot beszéljen. Nemrég volt elsőáldozó, amit nagy örömmel várt. A hit mindig közel állt hozzá, s ugyanakkor tudta, milyen komoly veszélyben van nemcsak szüzessége, hanem élete is. De nem csupán saját életét féltette: Alessandrónak azért könyörgött, mert a bűnért elkárhozhat, tehát a fiú érdekeit is szem előtt tartotta.
Mária utolsó hete szorongásban telt el. Július 5-én déltájban egyedül maradt, amikor Alessandro megint felbukkant, és követelte, hogy menjenek együtt a hálószobába. Mária ellenállt, mire a fiú megragadta, és elkezdte a szobájába ráncigálni. Mária egyre csak ezt ismételte: „Nem, nem, az bűn, Alessandro, elkárhozol érte!” Alessandro annyira megdühödött, hogy kést rántott, és vagy tizennégyszer megszúrta a lányt. A szomszédok végül meghallották a zajt, és odarohantak. Az életveszélyes sebeket kapott Máriát Nettunóba vitték, az ottani kórházba, és kétórás műtéttel próbálták megmenteni az életét. Végig öntudatánál maradt, és Jézust, valamint Szűz Máriát szólongatta. Haldokolva megbocsátott gyilkosának, Jézus kedvéért, mert ő is megbocsátott minden gonosztevőnek a kereszten, s azt kívánta, Alessandro mellette legyen a paradicsomban. Július 6-án, egy vasárnapi napon meghalt.
Máriának a város szocialista tanácsa készíttetett koporsót.
Alessandro Serenellit a gyilkosságért 30 év kényszermunkára ítélték. Négy évvel később álmában megjelent Mária, és virágot szedett neki. Ettől teljesen megváltozott, és példás magatartást mutatott büntetése hátralevő részében. 1928-ban szabadon engedték, és elment Mária anyjához, hogy bocsánatot kérjen tőle. Az asszony meg is bocsátott neki. Ekkor a corinaldói plébánián volt házvezetőnő. Karácsony szentestéje volt, és együtt mentek az éjféli misére.
1950. június 24-én XII. Piusz pápa nagy tömeg előtt avatta szentté Maria Gorettit, s az ünnepi alkalmon ott volt édesanyja is.

## Kritikák a szentté avatással kapcsolatban
Maria Goretti szentté avatását többen kritizálták, mert szerintük azt közvetíti, hogy jobb meghalni, mint nemi erőszakot túlélni. Erre ellenérv lehet, hogy nem tudjuk, mi történik, ha Alessandro nem ránt fegyvert. Maria nem önmaga döntött a halál mellett. Az egyház tanítása szerint azért lett szent, mert megakadályozta a bűn elkövetését és megbocsátott támadójának, aki zaklatta, halálos sebeket okozott neki és meg akarta erőszakolni.